# Il mare calmo della sera (singolo)
Il mare calmo della sera è una canzone scritta da Malise (pseudonimo del cantante Zucchero Fornaciari), Gian Pietro Felisatti e Gloria Nuti, e cantata da Andrea Bocelli nel 1994.
Dopo aver duettato con Zucchero nella famosa canzone Miserere, al posto di Luciano Pavarotti, Bocelli firma il contratto discografico con l'etichetta Sugar di Caterina Caselli, e partecipa alla rassegna Sanremo Giovani 1993, superando la selezione. La grande occasione arriva l'anno seguente, quando il giovane tenore di Lajatico (Pisa), all'età di 35 anni, partecipa al 44º Festival di Sanremo nella sezione Nuove Proposte con Il mare calmo della sera, arrivando al 1º posto e venendo premiato dal pubblico del teatro Ariston con una ovazione.
Terminato il Festival, esce il primo album dell'artista, l'omonimo Il mare calmo della sera, che finisce immediatamente in classifica vendendo 100 000 copie e ottiene il disco d'oro. Nel 2006 Bocelli torna al Festival in qualità di ospite e ripropone questa canzone con cui aveva debuttato su quel palco. Nel 2019, sempre durante il Festival, Bocelli è nuovamente presente come ospite ed esegue il brano in duetto con l’allora conduttore e direttore artistico Claudio Baglioni.